# Тшцяна (станция)
Тшцяна  (пол. Trzciana) — пассажирская и грузовая железнодорожная станция в селе Тшцяна в гмине Свильча, в Подкарпатском воеводстве Польши. Имеет 1 платформу и 2 пути.
Станция была построена на линии Галицкой железной дороги имени Карла Людвига в 1858 году, когда эта территория была в составе Королевства Галиции и Лодомерии.